# هوب ألدريش روكفلر
هوب ألدريش روكفلر (بالإنجليزية: Hope Rockefeller Aldrich)‏ هي صحفية أمريكية، ولدت في 17 مايو 1938.